# I Guds navn
I Guds navn er et projekt lanceret af Jens Galschiøt. Projektet involverer adskillige eksemplarer af en skulptur af en gravid korsfæstet teenager. Projektet sætter fokus på den katolske kirkes strenge seksuelle politik og pavens forbud mod brugen af kondomer.

## Den gravide teenager
Den gravide teenager er en serie kobberskulpturer skabt af Jens Galschiøt. Skulpturen forestiller en gravid teenager i naturlig størrelse, korsfæstet på et stort kors. 
Det er en barsk kommentar til virkningen af, at den fundamentalistiske gren af den kristne kirke med præsident Bush og Paven i spidsen i Guds navn har forbudt brugen af prævention og seksualoplysning. Kvinderne, herunder mange helt unge teenagepiger, bærer hovedparten af de katastrofale konsekvenser af forbuddet mod kondomer.

## Den internationale AIDS-dag i København
I Guds navn blev lanceret den 1. december 2006 på den internationale AIDS-dag. Det 5 m høje krucifiks i kobber med "den gravide teenager" blev sat op foran Københavns Domkirke. Netop AIDS dagen var valgt, for at understege at forbuddet imod kondomer vil betyde endnu flere hiv positive pga. ubeskyttet sex. Det var første gang, at skulpturen blev vist offentligt.

## World Social Forum i Nairobi, Kenya
På World Social Forum i Nairobi havde kunstneren Jens Galschiøt i 2007 opstillet to statuer af den korsfæstede teenager, og for at undgå ophedede debatter om nøgenhed, havde kan lavet to specielle skulpturer, som dækker det genitale. På det sociale World Social Forum, stod ”i guds navn” bag flere aktiviteter.
1. En workshop, konference, der hvor flere kunstner fra Uganda, Kenya og andre lande, fortæller om, hvordan de bruger kunst i teater, maleri eller skulptur for at fremhæve de lokale og globale spørgsmål.
2. Udstilling af skulpturen "I Guds Navn" på et centralt sted i WSF og optog med skulpturerne i demonstrationerne, der gik igennem Nairobis gader.
3. Forum teater: I samarbejde med IATM International (Anti-Corruption Theatrical Movement) fra Uganda var der lavet et specielt forum debat teater omkring skulpturen. Teatret trup fik inddraget hundredvis i debatten, og var på denne måde med til at få befolkningen til at deltage i en dialog om indblanding af religion i politik, seksuelle rettigheder, prævention og AIDS.
4. Det danske miljø organisation økonet var også til stede og præsenterede to Balancing Act skulpturer på WSF, for at opnå verdensomspændende opmærksomhed på skulpturelle manifestation på bæredygtighed.

## Korsfæstet teenager til Nicaragua
I marts 2007 blev skulpturen "I Guds Navn" hjørnestenen i en kampagne lanceret af nicaraguanske kvinder grupper(katolske kvinde) for at bekæmpe mødredødelighed.
37 gravide kvinder døde i de første tre måneder af 2007, fordi de blev nægtet terapeutisk abort, selv om alle læger viste at deres graviditet var livstruende. Deres død resulterede i 80 moderløse børn.
Kampagnen blev lanceret den 17. maj med et pressemøde og en blokade foran højesteret og ved motorvejen. Den "gravide teenager" startede sin turné rundt om i landet den 20. maj og var et symbol og blikfang af kampagnen. 
For at øge virkningen har kvinderne produceret hundredvis af små kopier af skulpturen, der blev leveret til parlamentarikere, domstolene og andre myndigheder.